# Fototransistor

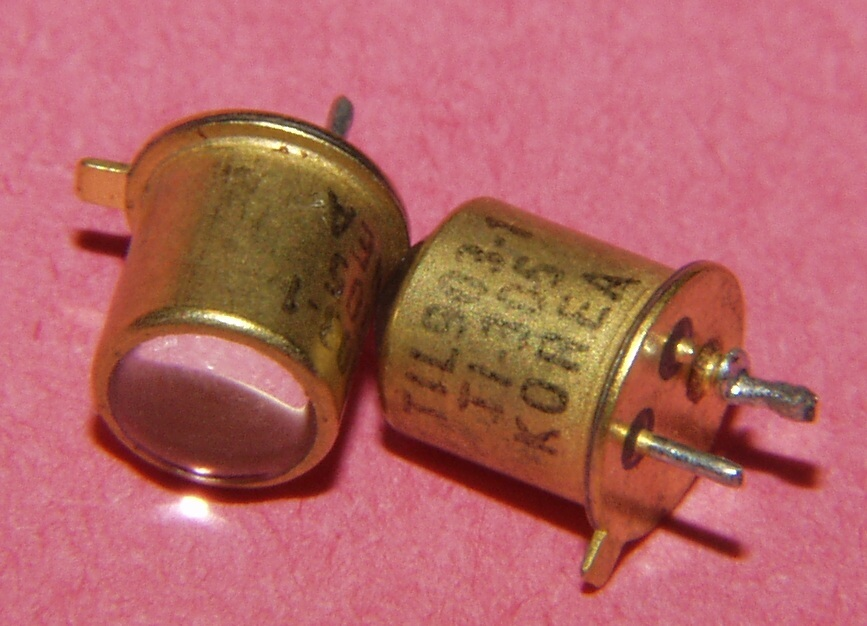
Fototransistor

Een fototransistor is een transistor die stroom geleidt wanneer de fotocel voldoende wordt belicht.
Van deze eigenschap wordt gebruikgemaakt in een zogenaamde opto-coupler, een schakelaar zonder elektrische verbinding. Als de stuurschakeling met behulp van bijvoorbeeld een led licht uitzendt, zal de fototransistor gaan geleiden en de secundaire schakeling van signaal voorzien.Dit wordt veel toegepast in situaties waar geen directe verbinding met de hoofdschakeling mag worden toegepast, zoals in natte ruimten.
De fototransistor bevat een interne versterking waardoor het gevoeliger is dan een fotodiode en kan een analoog of digitaal uitgangssignaal voorzien.

## Werking

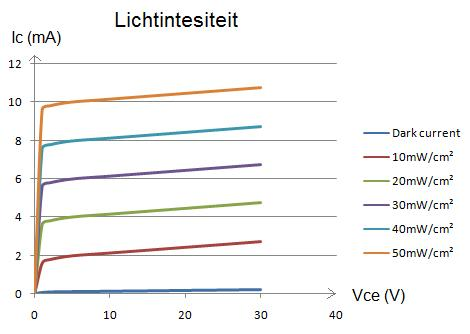
lichtintensiteit

Wanneer licht op de basis van de lichtgevoelige halfgeleider invalt, zal er een basisstroom (Iλ) geproduceerd worden. Een kleine lensopening in het omhulsel van de transistor zorgt ervoor dat de collector-basis pn junctie van de transistor blootgesteld wordt aan het licht. We kunnen hieruit afleiden dat een grotere regio, een grotere basisstroom impliceert.
Als er geen licht is, is er toch nog een thermisch gegenereerde collector-emitterstroom, maar deze is uiteraard zeer klein. Deze wordt dan ook “dark current” genoemd en ligt in het bereik van de nano-ampère (nA). Zoals eerder vermeld, zal er stroom geproduceerd worden wanneer er licht op de collector-basis pn-junctie invalt. Deze basisstroom is proportioneel aan de intensiteit van het licht. Deze actie vertaalt zich dan met een collectorstroom (Ic) die verhoogt met een stijgende basisstroom. De relatie tussen de collectorstroom en de door licht gegenereerde basisstroom is de volgende:
{\displaystyle I_{\mathrm {c} }=\beta _{\mathrm {dc} }\cdot I_{\mathrm {\lambda } }}
Met:
βdc: de stroomversterking van de transistor

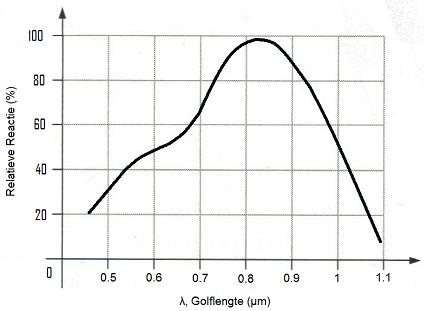
Spectral response

Een fototransistor kan twee of drie poorten hebben. In de configuratie met drie poorten is er een basis langs de buitenkant van de component zodat deze ook kan functioneren als een gewone transistor, met dan de toegevoegde eigenschap om licht om te zetten in stroom. In de configuratie met twee poorten is er geen basis langs de buitenkant en kan de transistor niet elektrisch aangestuurd worden. Deze kan dus enkel gebruikt worden met licht als ingang.
Fototransistor zijn niet gevoelig voor alle soorten licht, maar enkel aan het licht binnen een bepaald bereik van golflengtes en ze zijn het meest gevoelig voor een bepaalde golflengte binnen dit bereik.

## Karakteristieken
- Goedkoop
- Versterkingen van 100 tot 1500
- Redelijk snelle reactietijd
- Verkrijgbaar in verschillende soorten (geïntegreerde schakeling, hermetisch afgesloten)
- Bruikbaar met bijna alle lichtgevende of infrarode lichtbronnen (neon, zonlicht, lasers)
- Zelfde algemene elektrische karakteristieken als transistors.

## Toepassingen
De fototransistor kan gebruikt worden als lichtdetector. Gebruikt met een controleerbare lichtbron, kan de fototransistor dienen als detectie-element voor optoïsolatoren, schakelaars en sensoren (optocouplers).

### Optocoupler
Met een optocoupler kan je signalen(informatie) overbrengen tussen twee schakelingen die niet elektrisch met elkaar verbonden zijn. Als de stuurschakeling met behulp van bijvoorbeeld een led licht uitzendt, zal de fototransistor gaan geleiden en de secundaire schakeling van signaal voorzien. Dit wordt veel toegepast in situaties waar geen directe verbinding met de hoofdschakeling mag worden toegepast, zoals in natte ruimten.
Een voorbeeld: Om een machine te besturen in een vochtige omgeving kan men een schakeling gebruiken die op een lage veiligheidsspanning werkt zodat er geen gevaar voor elektrocutie is. Door bijvoorbeeld op een knopje te drukken gaat de led in de optocoupler aan. De fototransistor van de optocoupler staat in de schakeling waar er gewerkt wordt met een hoge spanning. Door het gebruiken van de optocoupler kan er geen hoge spanning op het gedeelte komen dat op een lage veiligheidsspanning werkt.
Optocouplers worden veelal toegepast in die situatie waar een galvanische scheiding nodig is ter vermijding van aardlussen en worden niet primair gebruikt voor versterking.

optoïsolator

#### Optoïsolator
De optoïsolator is gelijkaardig aan de transformator, want ook bij deze configuratie is de uitgang elektronisch geïsoleerd van de ingang. De diode kan gezien worden als de zender en de fototransistor bijgevolg als ontvanger. De diode zet het elektronisch signaal om naar licht en de transistor doet de omgekeerde bewerking.

Optical Switch

#### Optical switch
De configuratie werkt als een schakelaar. De transistor wordt aangedreven wanneer deze door licht wordt geraakt. Wanneer een object zich tussen de lichtbron en de transistor vestigt, stopt de werking van de transistor.

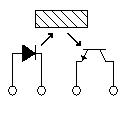
retro sensor

#### Retrosensor
De retrosensor detecteert de aanwezigheid van een object. Licht wordt gereflecteerd door een object in de buurt en de transistor wordt hierdoor aangedreven. Als er geen object in de omgeving te vinden is, kan het licht van de lichtbron de transistor nooit bereiken.

darlington transistor coupler

#### Darlington transistor coupler
De darlington transistor coupler wordt gebruikt wanneer een hogere uitgangsspanning nodig is dan enkel de fototransistor kan voorzien. Het nadeel is wel dat de fotodarlington een tragere schakelreactie heeft dan de fototransistor.

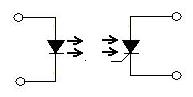
LASCR output coupler

#### LASCR output coupler
Een LASCR output coupler kan gebruikt worden wanneer een lage ingangsspanning nodig is om een relais te schakelen. Dit dient voor het activeren van elektromechanische apparaten.

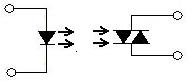
phototriac output coupler

#### Phototriac
Dit apparaat is gemaakt om een geïsoleerde triac in werking te zetten.

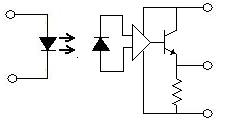
optically isolated ac linear coupler

#### Optically isolated ac linear coupler
De optically isolated ac linear coupler converteert een variatie in ingangstroom naar een variatie in uitgangsspanning. Deze bestaat uit een versterker en een fotodiode aan de uiteinden van de versterker. Lichtvariaties van de led worden opgevangen door de fotodiode, die dan de versterker voorziet van een ingangssignaal. De emitter-follower-trap dient dan als buffer voor de uitgang van de versterker. Deze configuratie wordt vaak gebruikt bij audiotoepassingen.